# Voetbal op de Olympische Zomerspelen 2008 (kwalificatie)
Deze pagina beschrijft de kwalificatie voor het voetbaltoernooi op de Olympische Zomerspelen 2008.

## Deelname
Elk land dat is aangesloten bij de FIFA mocht een mannen- en een vrouwenteam inschrijven voor de kwalificatie. Bij de mannen stond deelname aan het kwalificatietoernooi open voor nationale elftallen onder-23 (spelers geboren op of na 1 januari 1985) en bij de vrouwen gold geen leeftijdsbeperking.

### Mannen
Naast het gastland China, dat automatisch geplaatst wordt, doen vijftien teams mee. De teams kunnen zich kwalificeren in een toernooi in hun FIFA-confederatie.
| Datum                   | Toernooi                                                          | Plaatsen | Geplaatste landen              |
| ----------------------- | ----------------------------------------------------------------- | -------- | ------------------------------ |
| -                       | Gastland                                                          | 1        | China                          |
| feb. - nov. 2007        | Aziatisch kwalificatietoernooi                                    | 3        | Australië Zuid-Korea Japan     |
| sept. 2006 - maart 2008 | Afrikaans kwalificatietoernooi                                    | 3        | Kameroen Ivoorkust Nigeria     |
| aug. 2007 - maart 2008  | Kwalificatietoernooi voor Noord- en Midden-Amerika en de Caraïben | 2        | Honduras Verenigde Staten      |
| 7-28 januari 2007       | Zuid-Amerikaans jeugdkampioenschap onder 20 - 2007                | 2        | Argentinië Brazilië            |
| 1-9 maart 2008          | Kwalificatietoernooi voor Oceanië                                 | 1        | Nieuw-Zeeland                  |
| 10-23 juni 2007         | Europees kampioenschap voetbal onder 21 - 2007                    | 4        | België Italië Nederland Servië |

### Vrouwen
Naast het automatisch geplaatste gastland doen er elf teams mee aan het eindtoernooi. Zij kunnen zich op de volgende wijze kwalificeren:
| Datum                  | Toernooi                                                          | Plaatsen | Geplaatst                    |
| ---------------------- | ----------------------------------------------------------------- | -------- | ---------------------------- |
| -                      | Gastland                                                          | 1        | China                        |
| feb. 2007 - aug. 2007  | Aziatisch kwalificatietoernooi                                    | 2        | Japan Noord-Korea            |
| okt. 2006 - maart 2008 | Afrikaans kwalificatietoernooi                                    | 1        | Nigeria                      |
| okt. 2007 - april 2008 | Kwalificatietoernooi voor Noord- en Midden-Amerika en de Caraïben | 2        | Verenigde Staten Canada      |
| nov. 2006              | Zuid-Amerikaans kampioenschap voetbal vrouwen 2006                | 1        | Argentinië                   |
| aug. 2007 - maart 2008 | Kwalificatietoernooi voor Oceanië                                 | 1        | Nieuw-Zeeland                |
| 10-30 september 2007   | Europa (Wereldkampioenschap voetbal vrouwen 2007)*                | 3        | Duitsland Noorwegen Zweden** |
| 19 april 2008          | CAF-CONMEBOL play-off                                             | 1        | Brazilië                     |

* De drie best geklasseerde Europese teams, op het WK plaatsen zich voor het Olympische toernooi. Dit is met uitzondering van Engeland, zij mogen niet meedoen aan de Spelen, want zij doen mee als onderdeel van Groot-Brittannië. Het Engelse team mag niet onder de Britse vlag spelen.

** Omdat Zweden en Denemarken in de eerste ronde van het WK werden uitgeschakeld, speelden ze later een beslissingswedstrijd (uit- en thuis) tegen elkaar. Beide wedstrijden werden door Zweden gewonnen (4-2 in Viborg en 3-1 in Solna).
Atletiek · 
Badminton · 
Basketbal · 
Boksen · 
Boogschieten · 
Gewichtheffen ·
Gymnastiek · 
Handbal · 
Hockey · 
Honkbal · 
Judo · 
Kanovaren · 
Moderne vijfkamp · 
Paardensport · 
Roeien ·
Schermen · 
Schietsport ·
Schoonspringen ·
Softbal ·
Synchroonzwemmen ·
Taekwondo ·
Tafeltennis ·
Tennis ·
Triatlon ·
Voetbal · 
Volleybal ·
Waterpolo ·
Wielersport · 
Worstelen ·
Zeilen ·
Zwemmen